# Spaanse strip
De Spaanse strip (Spaans: cómic) is het geheel van beeldverhalen gemaakt door Spaanse auteurs en beeldverhalen bestemd voor de Spaanse markt. Spanje kent een lange striptraditie. Toch zijn relatief weinig Spaanse strips bekend in de rest van de wereld, met enkele uitzonderingen zoals Paling en Ko. Spaanse striptekenaars werkten wel veel voor de buitenlandse markt. Traditioneel is de strip belangrijker in Catalonië dan in de rest van Spanje.

## Voor de burgeroorlog

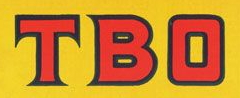

Al in de negentiende eeuw zijn er voorlopers van de strip te vinden in Spanje. De eerste echte strips verschenen in Spaanse striptijdschriften (tebeos) voor de jeugd. Voorbeelden waren Patufet (1904), Infancia (1910), Pulgarcito (1921), Pinocho (1925) en Pocholo (1935), met werk van tekenaar Salvador Mestres. Het belangrijkste tijdschrift was echter TBO (1917), met onder andere werk van tekenaar Ricardo Opisso. Daarnaast waren de Amerikaanse comics populair in Spanje en ze oefenden een grote invloed uit op Spaanse tekenaars. Zo waren er de tijdschriften Mickey en Yumbo.

## Gouden periode
Na de Spaanse Burgeroorlog voegde de stripwereld zich redelijk gemakkelijk naar de richtlijnen van het regime van Franco. In de beginperiode was er nog geen strikte censuur en ook was er weinig concurrentie van andere media. Daarom wordt de periode tot halfweg de jaren '50 beschouwd als de gouden periode van de Spaanse strip. Strips werden in Spanje oorspronkelijk gepubliceerd in liggend formaat, op een verhouding van 17 op 24 cm.
Nieuwe striptijdschriften verschenen, zoals Chicos (1940), El Coyotte, en La Codorniz (1941). Verschillende uitgeverijen kenden succes met het uitgeven van strips (Bruguera, Editorial German Plaza, Editorial Marco en Editorial Valenciana). Editorial Valenciana gaf enkele van de populairste Spaanse strips uit die periode uit: El guerrero del Antifaz van Manuel Gago en Roberto Alcázar y Pedrín van Juan B. Puerto en Eduardo Vañó. Uitgeverij Bruguera had de succesvolle strip Tio Vivo (vanaf 1958) en Can Can.

## Exodus

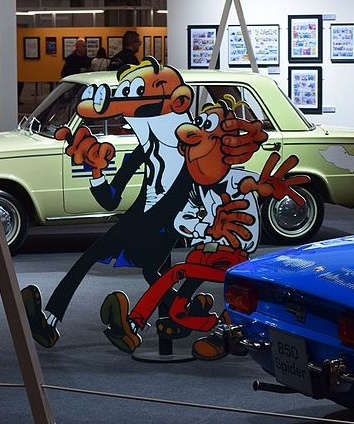
Paling en Ko

Vanaf de jaren 50 gingen steeds meer Spaanse stripauteurs voor buitenlandse markten werken. Dit was een gevolg van een strengere censuur, maar vooral een gevolg van de slechte economische situatie. Sommige tekenaars verhuisden naar Frankrijk of Zuid-Amerika, anderen werkten vanuit Spanje voor bijvoorbeeld de Duitse, de Britse of Italiaanse markt. Drie belangrijke agentschappen stonden in voor de verdeling: Creaciones editoriales (Bruguera), Bardon en Selecciones illustradas van Josep Toutain. 
In 1955 creëerden Víctor Mora en Ambros (Miguel Ambrosio Zaragoza) het personage El capitán Trueno. De avonturen van Trueno verschenen eerst in tijdschrift Pulgarcito, maar vanaf de jaren 60 werden ze gepubliceerd in magazines gewijd aan deze held. Verschillende tekenaars werkten ook aan deze reeks (Luis Bermejo, Jesús Blasco, John Burns onder andere). Toch werkte Víctor Mora ook voor de buitenlandse markt, zoals met Las crónicas del Sin Nombre met Luis Garciá. Een andere iconische strip die in deze periode ontstond was het humoristische Paling en Ko (Mortadelo y Filemón agencia de información) van Francisco Ibáñez. Er verschenen ook nieuwe uitgeverijen en het nieuwe tijdschrift Trinca (1970), dat kansen gaf aan nieuwe tekenaars zoals Antonio Hernández Palacios (Manos Kelly), José Bielsa en Víctor de la Fuente.

## Democratie
De democratische transitie gaf kansen aan nieuwe, satirische tijdschriften zoals Papus (1973) en El Jueves (1977). Het tijdschrift El Víbora (1979) gaf aandacht aan maatschappijkritische strips waarin kon gesproken worden over geweld, seks en drugs. Bekende strips zijn Makoki, Anarcoma en Roberto el carca. Ook andere striptijdschriften, vaak met inhoud rond erotiek en geweld, zagen het levenslicht: Totem (1977), 1984 (1978), Creepy (1979), Cimoc (1981), Cairo (1981) en Rambla (1982). Vanaf de jaren 90 ontstond een crisis in de Spaanse stripwereld met een krimpend publiek en grote uitgeverijen die geen kansen gaven aan nieuw talent.  
Na de eeuwwisseling verschenen er wel nieuw, onafhankelijke uitgeverijen die alternatieve strips uitgaven. Maar er was ook een nieuwe vlucht van talent naar het buitenland. Zo werken Juanjo Guarnido en Juan Díaz Canales (Blacksad) of José Luis Munuera voor de Franse markt.  Andere Spaanse auteurs werken voor de Amerikaanse markt (Marvel en DC), zoals Carlos Pacheco en Pascual Ferry.
Bij het Spaanse publiek was er een doorbraak van de Amerikaanse comics terwijl ook de Japanse manga (in mindere mate) aan belang won. In 2018 was 44% van de verkochte strips een comic en 23% een manga. De uitgevers Panini en ECC, die respectievelijk de licentie van Marvel en DC bezitten, domineerden de markt. In Spanje werden in 2018 bijna 3.500 strips uitgegeven, tegenover zo'n 2.500 in 2013.